# The Blue Man
Pour plus de détails, voir Fiche technique et Distribution.
The Blue Man est un film canadien réalisé par George Mihalka, sorti en 1985.

## Fiche technique
- Titre : The Blue Man
- Autre titre : Eternal Evil
- Réalisation : George Mihalka
- Scénario : Robert Geoffrion
- Photographie : Paul Van der Linden
- Musique : Marvin Dolgay
- Pays d'origine : Canada
- Genre : horreur
- Date de sortie : 1985

## Distribution
- Winston Rekert : Paul Sharpe
- Karen Black : Janus
- John Novak : Kauffman
- Bronwen Booth : Isis
- Ron Lea : Mick
- Lois Maxwell : Monica Duval
- Walter Massey : John Westmore